# バンビラプトル
バンビラプトル（学名: Bambiraptor）は、獣脚類に属す小型恐竜。白亜紀晩期の北アメリカにあった大陸に生息していた。

## 形態・生態
ドロマエオサウルス類の中でも脳函が大きく、もっとも鳥類に近いといわれている。骨の構造には鳥類との共通点が見られ、鳥類に似た長い脛（すね）が見られるなど極めて鳥類に近かったと思われる。また、鳥類と同じように内部に肺につながる気嚢のある骨も発見された。これによって、活発な活動に際しても、この恐竜は十分な酸素等の供給を受けることができたと思われる。この恐竜も温血動物であり、体温を保つのに役立つ羽毛をもっていたと考えられる。
骨格は保存のいい完全なものが見つかっているが、まだ幼体だったため、ディズニーの仔ジカのバンビから、バンビラプトルと命名された。後に成体の骨も一部が発見され、他の種類から考えると1.3メートル程度だったと考えられている。

## 分類体系
- 恐竜 dinosaur
  - 竜盤類 Saurischia
    - 獣脚類 Theropoda
      - テタヌラ類 Tetanurae
        - コエルロサウルス類 Coelurosauria
          - †マニラプトル形類 Maniraptoriformes
            - †マニラプトル類 Maniraptora
              - †エウマニラプトル類 Eumaniraptora
                - †デイノニコサウルス類 Deinonychosauria
                  - †ドロマエオサウルス科 Dromaeosauridae